# Andrzej Całus
Andrzej Całus (ur. 1929, zm. 23 sierpnia 2023 w Warszawie) – polski prawnik, profesor nauk prawnych, radca prawny, nauczyciel akademicki Szkoły Głównej Handlowej w Warszawie, specjalności naukowe: międzynarodowe prawo gospodarcze, prawo cywilne, prawo handlowe, prawo handlu międzynarodowego, prawo porównawcze, prawo Unii Europejskiej.

## Życiorys
Na Wydziale Prawa i Administracji Uniwersytetu Warszawskiego uzyskał stopień doktora nauk prawnych. Drugi doktorat nauk prawnych otrzymał na Uniwersytecie w Saarbrücken. Nadano mu stopień doktora habilitowanego oraz tytuł naukowy profesora nauk prawnych.
W latach 1954–2009 był zatrudniony w Szkole Głównej Handlowej. Prowadził zajęcia w zakresie prawa prywatnego międzynarodowego oraz prawa handlowego porównawczego i międzynarodowego.
Był promotorem pracy magisterskiej i doktorskiej Józefa Oleksego.
Został radcą prawnym.
W 1975 r. został sędzią w Sądzie Arbitrażowym przy Krajowej Izbie Gospodarczej w Warszawie. Był członkiem Rady Legislacyjnej przy Prezesie Rady Ministrów.
Został członkiem Polskiej Grupy Stowarzyszenia Prawa Międzynarodowego (ILA), członkiem korespondentem Międzynarodowego Instytutu Unifikacji Prawa Prywatnego (UNIDROIT) oraz członkiem Komitetu Nauk Prawnych PAN.

## Współpraca ze Służbą Bezpieczeństwa PRL
Według materiałów zgromadzonych w archiwum Instytutu Pamięci Narodowej był w latach 1951–1981 zarejestrowany jako tajny współpracownik Służby Bezpieczeństwa o pseudonimie „Beta”.